# 7-es villamos (Budapest)
A budapesti 7-es jelzésű villamos a Margit híd, budai hídfő és a Vörösvári út között, majd 1958-tól a Margit kórházig közlekedett. A járatot a Fővárosi Villamosvasút üzemeltette.

## Története
1907-ben indult az óbudai Vörösvári úttól, majd a Bécsi út – Margit híd – Váci körút – Kiskörút – Ferenc József híd útvonalon érte el a budai rakpartot, majd ezen folytatta útvonalát Óbudáig. 1910-ben a számjelzések bevezetésével a 7-es jelzést kapta. 1915-ben útvonala módosult: az óbudai Fő tér és a Nyugati pályaudvar között járt, majd ezt követően a Nagykörúton haladva a Boráros térig hosszabbodott. 1919 augusztusában újra a Nyugati pályaudvarig járt, majd november 21-én megszűnt. 1920. január 1-jén indult újra Óbuda, Fő tér és Nyugati pályaudvar között. 1925-től Óbudán körforgalomban járt: odafelé a Bécsi úton haladt, visszafelé pedig a Lajos utcán. Ezzel együtt a végállomása a Vörösvári út lett.
1927. március 7-étől a Nagykörúton át ismét a Boráros térig közlekedett. 1931-ben indult el a betétjárata 7A jelzéssel a Vörösvári út és a Nyugati pályaudvar között. 1933-ban először a Flórián tér, majd újra a Fő tér lett az óbudai végállomás. 1935-től a 7-es a Nyugati pályaudvarig rövidült, ezért a 7A megszűnt. 1941. június 16-án a BSzKRt Széll Kálmán téri végállomásának üzembe helyezésével, illetve az ezzel járó jelentős forgalmi változások bevezetésével megszűnt.
Legközelebb csak második világháború után, 1946. augusztus 20-án indult újra, a Batthyány tér és a Zsigmond tér között. Szeptembertől ismét a Fő térig járt és a déli végállomása a Déli pályaudvar lett. Novemberben ismét a Batthyány tér lett a végállomása, a Margit híd 1948-as átadásakor megszüntették.
1950. június 7-én a Knur Pálné (ma Pacsirtamező) utcai vonalszakasz forgalomba helyezésével és a Lajos utcai pálya megszüntetésével átalakult Óbuda villamoshálózata: a megszűnő 72-es pótlására a Margit híd, budai hídfő – Kunfi Zsigmond utca – Bécsi út – Vörösvári út útvonalon indították újra. 1958 júliusától a Bécsi úti rossz pályaállapotok miatt az óbudai végállomása a Margit kórház lett. 1961. május 2-án a vágányok felújítása helyett a villamos megszüntetéséről döntöttek.

## Megállóhelyei
| 0  | Frankel Leó utca végállomás           | 10 | Szentendrei HÉV (Margit híd, budai hídfő) 4, 6, 9, 11, 18, 46, 66 6, 12, 45, 60 |
| 1  | Lukács fürdő                          | 9  | 11, 18, 66                                                                      |
| 2  | Komjádi Béla utca (↓) Kavics utca (↑) | 8  | 11, 18, 66 6, 60                                                                |
| 3  | Zsigmond tér                          | 7  | 11, 18, 66 6, 60                                                                |
| 4  | Szépvölgyi út                         | 6  | 11, 18, 66 6, 29, 60                                                            |
| 5  | Nagyszombat utca                      | 5  | 11, 18, 66 6, 60                                                                |
| 6  | Selmeci utca                          | 4  |                                                                                 |
| 7  | Margit kórház                         | 3  |                                                                                 |
| 8  | Perényi utca (↓) Ágoston utca (↑)     | 2  |                                                                                 |
| 9  | Vörösvári út (↓) Bécsi út (↑)         | 1  | 18, 37E, 37J                                                                    |
| 10 | Óbudai forgalmi telep végállomás      | 0  | 11, 17, 33                                                                      |